# Robert Knepper
Robert Lyle Knepper (Fremont, Ohio, 1959. július 8. –) amerikai színész. A szökés című amerikai tévésorozat egyik főszereplője volt.

## Életrajz
Ohióban, Fremontban született. Egészen fiatalon elkezdte érdekelni a színészet, mivel édesanyja színházban dolgozott. Maumee-ban, Ohióban nőtt föl, ahol édesapja állatorvosként dolgozott. Egyetemi évei alatt Chicagóban egy helyi színházban játszott. Az egyetemen drámát tanult. Mielőtt lediplomázott volna, New Yorkba ment, ahol folytatta a színjátszást. Eredetileg nem akart filmekben és sorozatokban játszani, csak színházban.
Filmes karrierje 1986-ban kezdődött a "The Paper Chase" című amerikai sorozattal.
Los Angelesben él, van egy fia, Benjamin Peter Knepper.

## Karrierje

### Tévésorozatok
Knepper sok sorozatban tűnt fel vendégszereplőként: A zöld íjász, Law & Order, Esküdt ellenségek: Bűnös szándék, La Femme Nikita, New York Undercover, Star Trek: Az új nemzedék, Star Trek: Voyager, Vészhelyzet, L.A. Law, South Beach, CSI: Miami helyszínelők, Az elnök emberei, Carnivàle – A vándorcirkusz,iZombie. Az egyik főszereplő volt A szökés című sorozatban, ahol Theodore "T-Bag" Bagwellt alakította.

### Filmjei
| Év        | Cím                                               | Szerep                   | Magyar hang       |
| --------- | ------------------------------------------------- | ------------------------ | ----------------- |
| 2017      | Homeland s6                                       | Jamie McClandon          |                   |
| 2015      | Az éhezők viadala: A kiválasztott – Befejező rész | Antonius                 | Tarján Péter      |
| 2014      | Az éhezők viadala: A kiválasztott – 1. rész       | Antonius                 | Tarján Péter      |
| 2013      | Percy Jackson: Szörnyek tengere                   | Kronos (hangja)          | Borbiczki Ferenc  |
| 2013      | R.I.P.D. – Szellemzsaruk                          | Stanley Nawlicki         | Karácsonyi Zoltán |
| 2012      | Geronimo hadművelet                               | parancsnokhelyettes      | Végh Péter        |
| 2011      | Breakout Kings                                    | Theodore "T-Bag" Bagwell |                   |
| 2010      | Stargate Universe                                 | Simeon (Lucian Alliance) |                   |
| 2009      | Hősök (Heroes)                                    | Samuel Sullivan          |                   |
| 2008      | Amikor megállt a Föld                             | Colonel                  | Imre István       |
| 2008      | A szállító 3.                                     | Johnson                  | Forgács Péter     |
| 2007      | Hitman – A bérgyilkos                             | Jurij Malkov             | Sebestény András  |
| 2005      | Jó estét, jó szerencsét!                          | Don Surine               |                   |
| 2005–2009 | A szökés                                          | Theodore "T-Bag" Bagwell | Bardóczy Attila   |
| 2005      | Túszdráma                                         | Will Becher              | Rosta Sándor      |
| 2004      | A lény 3.                                         | Dr. Abbot                | Epres Attila      |
| 2002      | Bányászballada                                    | Mark „Moe” Popernack     |                   |
| 2001      | Piszkos ügynökök                                  |                          |                   |
| 2000      | Kennedy feleségek                                 | Robert F. Kennedy        |                   |
| 1999      | Az emberrablók szigete                            | Renard                   | Tóth Tamás        |
| 1999      | Velejéig gonosz                                   | Glenn Dwyer              |                   |
| 1998      | Fantomok                                          | Wilson                   | Juhász György     |
| 1996      | Varázsige: I love you!                            | Greg                     |                   |
| 1996      | Fiatal és kegyetlen                               | Freddy                   |                   |
| 1996      | Reszkessetek, merénylők!                          |                          |                   |
| 1994      | Szabadlábon                                       | Carl                     |                   |
| 1993      | Zelda                                             | Wilson                   |                   |
| 1993      | Amikor az ág letörik                              | Creedmore                |                   |
| 1993      | Világok száműzöttje                               | Thane                    | Sztarenki Pál     |
| 1992      | Bárhol ér a reggel                                | rockénekes               |                   |
| 1992      | Benzin, étel, szállás                             | Dank                     |                   |
| 1989      | Renegátok                                         | Marino                   | Fekete Zoltán     |
| 1988      | Holtan érkezett                                   | Nicholas Lang            |                   |
| 1987      | Mennyei szerelem                                  | Orrin                    |                   |
| 1986      | Ilyen az élet!                                    |                          |                   |